# Pancerniki typu Bayern
Pancerniki typu Bayern to ostatni i najlepszy typ niemieckich pancerników generacji drednotów, z okresu I wojny światowej. Z planowanych czterech, ukończono dwa okręty tego typu, które jednak nie zdążyły wziąć udziału w głównych starciach morskich wojny.

## Projekt
Przed pierwszą wojną światową Wielka Brytania i Niemcy ścigały się w zakresie zbrojeń morskich, budując przede wszystkim pancerniki nowej generacji drednotów. Brytyjskie okręty tego typu uzbrajane były w działa 305 mm, później 343 mm, a niemieckie w działa 280 mm, później 305 mm. Niemcy preferowali lżejsze działa o wystarczającej skuteczności i większej szybkostrzelności, lecz mimo to zdając sobie sprawę z konieczności wzrostu mocy ogniowej pancerników. Już w styczniu 1912 cesarz Wilhelm II zaakceptował dla uzbrojenia nowych pancerników działa kalibru 380 mm, nie wiedząc jeszcze wówczas o projektowaniu w Wielkiej Brytanii nowych „superdrednotów” typu Queen Elizabeth z porównywalnymi działami kalibru 381 mm. W przeciwieństwie do Brytyjczyków, Niemcy jednak wstrzymali się z rozpoczęciem budowy nowych okrętów do czasu opracowania i przetestowania dział dla nich, co spowodowało, że brytyjskie pancerniki z artylerią 15-calową (381 mm) weszły do służby znacznie wcześniej i w większej liczbie, będąc dostępne już podczas bitwy jutlandzkiej.
Nowe pancerniki, określone podczas projektowania jako typ T, w dużej mierze były rozwinięciem konstrukcji poprzedniego typu König (typu S), mając podobny kadłub, wymiary i schemat opancerzenia. Zdecydowano nowe działa kalibru 380 mm rozmieścić w czterech dwudziałowych wieżach, po dwie na dziobie i rufie (typ Koenig miał pięć wież z działami 305 mm). Mimo znacznie cięższego uzbrojenia, rozmiary wzrosły nieznacznie, jedynie nieco wzrosła wyporność z powodu bardziej pełnych linii kadłuba.
Pierwsze dwa okręty zamówiono w ramach programu rozbudowy floty na lata 1913/1914, trzeci – na lata 1914/1915 i czwarty w ramach nadzwyczajnego programu wojennego. W Niemczech typ oznaczono jako Bayern, w literaturze spotyka się też oznaczenie Baden z uwagi na to, że pancernik „Baden” zamówiono dwa dni wcześniej (1 kwietnia wobec 3 kwietnia 1913 roku) i wcześniej rozpoczęto jego budowę.
| Nazwa       | stocznia               | położenie stępki | wodowanie  | ukończenie | wejście do służby |
| ----------- | ---------------------- | ---------------- | ---------- | ---------- | ----------------- |
| Bayern      | Howaldswerke, Kilonia  | 22.01.1914       | 18.02.1915 | 18.03.1916 | 15.07.1916        |
| Baden       | F.Schichau, Gdańsk     | 20.12.1913       | 30.10.1915 | 19.10.1916 | 14.03.1917        |
| Sachsen     | Germaniawerft, Kilonia | 07.04.1914       | 21.11.1916 | –          | –                 |
| Württemberg | Vulcan A.G., Hamburg   | 04.01.1915       | 20.06.1917 | –          | –                 |

### Okręty
Typ składał się z 4 okrętów:
- SMS „Baden” – budowany w stoczni Schichau w Gdańsku (ówczesnym Danzig), zwodowany 30 października 1915 roku, ukończony w lutym 1917 roku.
- SMS „Bayern” – budowany w stoczni Howaldtswerke w Kilonii, zwodowany 18 lutego 1915 roku, ukończony 30 czerwca 1916 roku.
- SMS „Sachsen” – budowany w stoczni AG Vulcan w Hamburgu, zwodowany 20 czerwca 1917 roku, nie został ukończony.
- SMS „Württemberg” – budowany w stoczni Germaniawerft w Kilonii, zwodowany 21 września 1917 roku, nie został ukończony.

Stępki trzech okrętów położono w 1913 roku, „Baden” pod koniec roku 1912. Ostatnie dwa zostały zwodowane, ale nie ukończono ich ze względu na koniec I wojny światowej i zostały złomowane w stoczniach około 1921 roku.
„Bayern” i „Baden” zwodowane zostały w 1915 roku i nie wzięły udziału w bitwie jutlandzkiej, a po wejściu do służby także nie brały zbyt intensywnego udziału w wojnie. „Bayern” został uszkodzony przez miny w Zatoce Ryskiej 12 października 1917 roku podczas Operacji „Albion”, w trakcie której ostrzeliwał rosyjskie baterie nabrzeżne na Półwyspie Sworbe. Okręt nabrał wiele wody i po 19 dniach z wielkimi kłopotami został doprowadzony do Kilonii. Po kapitulacji Niemiec „Bayern” i „Baden” przepłynęły do Scapa Flow i tam wraz z resztą niemieckiej floty zostały zatopione przez własne załogi 21 czerwca 1919 roku. Jedynie „Baden” został przez Brytyjczyków uratowany przed zatonięciem i był dokładnie badany przez naukowców i projektantów. Został zatopiony jako cel przez pancerniki brytyjskie w sierpniu 1921 roku.

## Opis
Architektura okrętów była typowa dla późnych drednotów, z artylerią główną zgrupowaną w czterech wieżach, po dwie na dziobie i rufie, w dwóch poziomach, w osi symetrii kadłuba. Okręty miały podniesiony pokład dziobowy na ok. 2/3 długości kadłuba, na śródokręciu przykrywał on kazamaty artylerii średniej umieszczone na pokładzie głównym (bateryjnym). Dziób miał formę taranu, mało wysuniętego do przodu, z charakterystycznym dla niemieckich pancerników podcięciem w części podwodnej. Kadłub dzielił się poprzecznie na 17 głównych przedziałów wodoszczelnych, które były dzielone dwoma grodziami podłużnymi ciągnącymi się przez większość długości okrętu. Wysokość metacentryczna wynosiła 9,35 m przy wyporności pełnej i 8,54 m przy normalnej. Na większości długości było podwójne dno.

### Opancerzenie

Schemat opancerzenia

Główny pas pancerny na śródokręciu na linii wodnej miał grubość 350 mm, a w dolnej części, pod wodą jego grubość spadała do 170 mm. Nad nim rozciągał się górny pas pancerny grubości 250 mm, nakryty pokładem głównym (bateryjnym) grubości 30 mm. Pasy pancerne tworzyły cytadelę, obejmującą skrajne wieże artylerii, zamkniętą od przodu i tyłu przegrodami. Poza cytadelą pas w okolicy linii wodnej był cieńszy (na dziobie – 200 mm, na rufie – 100 mm), nie dochodził on do krańców kadłuba. Wyżej na burtach znajdowały się kazamaty artylerii średniej, cofnięte w stosunku do płaszczyzny burt, opancerzone pancerzem 170 mm.
Główną osłonę poziomą stanowił wewnętrzny pokład pancerny w rejonie linii wodnej, grubości 30 mm, trapezowy w przekroju poprzecznym, którego boki opadały łagodnymi skosami do burt, dochodząc do dolnej krawędzi głównego pasa. Pokład pancerny rozciągał się na całą długość okrętu, chroniąc główne mechanizmy poniżej, a jego grubość na rufie poza cytadelą wzrastała do maksymalnie 120 mm nad maszyną sterową. Osłonę poziomą uzupełniał główny pokład grubości 30 mm, a na dziobie oraz śródokręciu górny pokład gruby na 30–40 mm. Nad skosami znajdowały się zasobnie węglowe, na większości długości okrętu, zwiększające nieco dodatkowo osłonę burt.
Wieże artylerii miały pancerz 350 mm z przodu, 200 mm w górnej pochyłej części przedniej, 251 mm z boków, 120 mm w górnej pochyłej części ścian i 100 mm na dachu. Barbety miały grubość pancerza w górnej części do 250–350 mm, niżej grubość spadała. Stanowisko dowodzenia miało pancerz 350 mm po bokach i 150 mm od góry, rufowe stanowisko dowodzenia – 180 mm po bokach, 130 mm od góry.
Dość dobra była ochrona burt przeciw torpedom i wybuchom podwodnym na długości cytadeli, składająca się z przegród i przedziałów oraz zasobni węglowych o szerokości łącznie 4,2 m, oddzielonych od wnętrza kadłuba główną przegrodą przeciwtorpedową grubości 50 mm. Słabym miejscem były jednak podwodne burtowe wyrzutnie torpedowe, poza cytadelą.

### Uzbrojenie
Uzbrojenie główne stanowiło osiem dział kalibru 380 mm SK C/13 o długości L/45 kalibrów, w czterech dwudziałowych wieżach Drhl. C/13. Kąt podniesienia wynosił od -8° do +16°, później -5° +20°. Donośność dział wynosiła 19 300 m, później wzrosła do 23 200 m. Masa działa wynosiła 77,42 t, masa obrotowej części wieży – 1020 t. Stosowano amunicję rozdzielnego ładowania. Niemieckie działa wystrzeliwały pociski lżejsze od brytyjskich dział 381 mm (750 wobec 871 kg), lecz z większą prędkością początkową 800 m/s wobec 732 i na większości dystansów miały podobną przebijalność pancerza, a przy tym nieco większą szybkostrzelność. Normalny zapas amunicji wynosił 90 pocisków na działo, z tego 60 przeciwpancernych i 30 burzących. Szybkostrzelność – maksymalnie 1 strzał na 26 sekund. Wieże wyposażone były we własne dalmierze o bazie 8,2 m.
Artylerię średnią stanowiło 16 dział kalibru 150 mm SK C/06 długości lufy L/45 (faktyczny kaliber 149,1 mm) umieszczonych w kazamatach na śródokręciu. Kąt podniesienia wynosił od -8° do + 19°, donośność 14 600 m, masa pocisku 45 kg, zapas amunicji – 160 na działo. Uzbrojenie uzupełniały 2 działa przeciwlotnicze 88 mm Flak C/13 L/45 i 5 podwodnych wyrzutni torpedowych 600 mm.

### Ocena
Pancerniki typu Bayern były zbliżone pod względem możliwości bojowych do brytyjskich pancerników typu Revenge oraz, z wyjątkiem mniejszej prędkości, do typu Queen Elizabeth, do którego były podobne z uwagi na dwukominową sylwetkę. Mimo podobnej wyporności i mocy maszyn, co Queen Elizabeth, ich kadłub był jednak mniej optymalny do rozwijania dużej prędkości (krótszy i szerszy). Wynikało to z ograniczeń niemieckich konstruktorów, którzy nie mogli dowolnie zwiększyć rozmiarów – długości i zanurzenia okrętów w stosunku do poprzedniego typu Koenig, będąc limitowani głębokością torów wodnych i wielkością niemieckich baz.
Pancerniki niemieckie były jednak lepiej opancerzone od obu brytyjskich odpowiedników – główny pas pancerny miał większą wysokość i grubość (350 wobec 330 mm), podobnie górny pas (250 wobec 152 mm) i pancerz kazamat (170 wobec 152 mm). Masa pancerza sięgała w nich 11.410 t w porównaniu do 8382-8738 t typów brytyjskich (skompensowano to nieco niższą masą uzbrojenia, kadłuba i maszyn u Niemców). W konsekwencji, grubszy pancerz niwelował niewielką przewagę przebijalności brytyjskich dział. Niemieckie pancerniki miały ponadto większą niezatapialność – lepszy podział wewnętrzny i nieco lepszą ochronę przeciwtorpedową. Przy mniej typowym układzie trzyśrubowym w porównaniu z czterośrubowym pancerników brytyjskich, trzy turbiny na niemieckich okrętach, mogące działać autonomicznie, rozmieszczone w 6 przedziałach wodoszczelnych, były bardziej odporne na uszkodzenia od maszyn okrętów brytyjskich, umieszczonych w trzech przedziałach (tylko dwie turbiny).
W odróżnieniu od pancerników brytyjskich, opalanych ropą, niemieckie miały mieszane opalanie – ropą i węglem, z uwagi na brak własnych źródeł ropy i większą dostępność węgla. Mimo utrudnień w czerpaniu węgla z dalszych zasobni i pewnego osłabienia grodzi wodoszczelnych przez otwory wykonane w tym celu, Niemcy używali węgla dla pewnego zwiększenia ochrony burt. Maksymalny zapas paliwa wynosił 3560 t węgla i 600 t ropy.

## Podobieństwo typuBayerni pancernika „Bismarck”
Zdania na temat tego, że podstawowe założenia dla projektu pancerników typu Bayern zostały skopiowane w trakcie projektowania pancernika „Bismarck” są podzielone. Jedni uważają, że budowany po 20 latach od swojego poprzednika „Bismarck” przypominał okręty Kaiserliche Marine tylko układem artylerii głównej (4 wieże po 2 działa). Inni twierdzą, że „Bismarck” powstał jako przekształcenie typu Bayern, co jest szczególnie widoczne po porównaniu planów wewnętrznego podziału okrętów (jedyną większą zmianą zastosowaną w nowym projekcie było przeniesienie artylerii pomocniczej z kazamat do osobnych wież).
Autorzy W. Garzke i R. Dulin w swojej monografii pancerników państw Osi sformułowali po analizie konstrukcji tezę, że jedyne cechy wspólne „Bismarcka” i „Bayerna” to układ i kaliber artylerii głównej i mało typowy trzyśrubowy układ siłowni. Różne były przede wszystkim założenia projektowe i stosunek mas poszczególnych elementów konstrukcji. Niemniej jednak, nie ulega wątpliwości, że niemieccy konstruktorzy czerpali z wcześniejszych projektów, a również generalny schemat opancerzenia „Bismarcka”, z nisko położonym pokładem pancernym, górnym cienkim pokładem pancernym, pionowym pasem pancernym i z cieńszym górnym pasem cytadeli, był typowy dla projektów okresu I wojny światowej, w szczególności „Bayern”, lecz dalej ulepszony. Podobny ideowo jest też system ochrony przeciwtorpedowej.

## Dane techniczne
- Opancerzenie:
  - pas boczny i wieże działowe 350 – 100 mm
  - centrala 400 mm
  - pokład 30 mm